# Pau Sicart i Güell
Pau Sicart i Güell (Sant Jaume dels Domenys, Baix Penedès, 20 d'abril de 1901- L'Arboç, Baix Penedès, 13 de juliol de 1990) fou un compositor de sardanes, música coral i de música ballable, i també es va dedicar a la pedagogia musical.
Després de fer diferents estudis musicals, d'ençà del seu casament residí sempre a l'Arboç. Estudià música amb el mestre Ricard Domingo. Quan aquest morí el 1926, es feu càrrec de la direcció de l'Orquestrina Catalana, que després va passar a dir-se Orquestra Albéniz. El mateix any va estrenar la primera sardana interpretada per la Cobla Barcelona. L'any 1928 s'estrenà al Teatre Arbocenc l'obra musical i costumista Visca la Festa Major, amb la lletra d'Andreu Suriol.
Posteriorment va fundar corals, va dirigir esbarts i va conrear tota mena de manifestacions relacionades amb la cultura musical. Després del 1939 va reestructurar l'Orquestra Melodia al Vendrell, la va convertir en cobla i la va dirigir durant tota la vida. La seva producció sardanística és de més de 80 obres. Entre d'altres, esmentem: Record de l'Avi, Montserrateta, La Giralda de l'Arboç, Festa Sant Julià, La nostra dansa, La Font de Beu i Tapa, Càndida Rosa, Violetes del Bosc. L'any 1969 l'Arboç li tributà un homenatge popular.